# Zolotarewskya seyrigi
Zolotarewskya seyrigi är en stekelart som beskrevs av Jean Risbec 1955. Zolotarewskya seyrigi ingår i släktet Zolotarewskya och familjen puppglanssteklar. Inga underarter finns listade i Catalogue of Life.